# Ratusz w Myśliborzu
Ratusz w Myśliborzu – klasycystyczny ratusz miejski w Myśliborzu.
Jest obiektem ceglanym, dwukondygnacyjnym, wybudowanym w latach 1771–1772 na rzucie prostokąta. Wejście przez ryzalit środkowy, boniowany w dolnej części, zwieńczony tympanonem, w którym dawniej znajdował się zegar w rokokowym kartuszu. Nad oknami barokowe panoplia i rocaille. W elewacji zachodniej herb miasta.
Obecnie jest siedzibą burmistrza, Urzędu Miasta i Gminy Myślibórz oraz Rady Miejskiej i Młodzieżowej Rady Miejskiej. Został wpisany do rejestru zabytków 23 lutego 1957 roku.
Przed ratuszem umiejscowiono modernistyczną fontannę i dwa głazy pamiątkowe:
- ku czci Jana Pawła II (2000),
- Pionierom Ziemi Myśliborskiej w 50. rocznicę powrotu miasta do Polski[2].